# Congiarium
Ein Congiarium (lat.: Spende, Geschenk, plural: Congiarien) war ursprünglich eine kaiserliche Getreidespende im alten Rom.

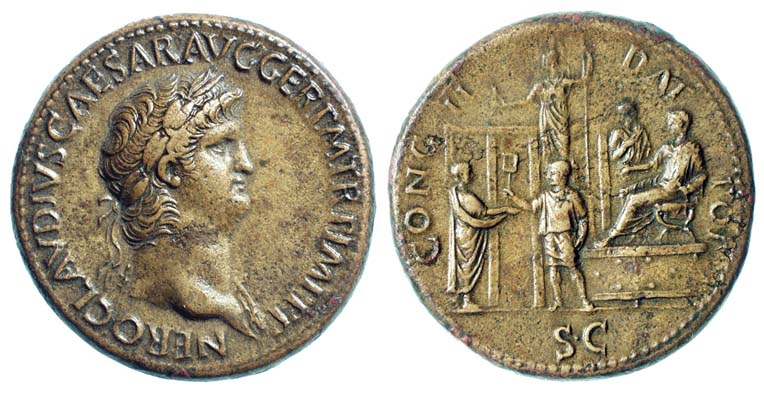
Sesterz des Nero, 62–68 n. Chr. Auf der Rückseite: Nero während eines Congiariums.

Die Bezeichnung leitet sich von der Maßeinheit congius (3,20 Liter) ab und war anfänglich eine Natural- und später eine Geldleistung des Kaisers und reicher Römer an das Volk, in der Regel anlässlich festlicher Ereignisse. Es handelte sich um eine freiwillige Leistung, auf die das Volk keinen Rechtsanspruch hatte, war aber auch nicht mit der Hoffnung oder dem Anspruch auf eine Gegenleistung verbunden. 
Der Konstantinsbogen enthält ein Relief, auf dem die Vergabe von Geldspenden durch Kaiser Konstantin gezeigt wird. 
 Auch viele antike römische Münzen widmen sich diesem Thema, womit das Congiarium teilweise auch Liberalitas (= Bereitwilligkeit, zu geben, ohne dazu verpflichtet zu sein) genannt wurde.
Eventuell ist die Cocagna auf den Brauch der Congiarien zurückzuführen.